# Chrysolina valichanovi
Chrysolina valichanovi é uma espécie de artrópode pertencente à família Chrysomelidae.